# Squish 'em
Squish'em (Squish'em Featuring Sam dans sa version sur ColecoVision) est un jeu vidéo de plates-formes développé par Tony Ngo et publié par Sirius Software en 1983 sur Atari 8-bit et Commodore 64, puis par Interphase en 1984 sur ColecoVision. Le joueur contrôle un personnage dont l’objectif est d’escalader un immeuble de 48 étages en construction afin de récupérer une valise pleine d’argent se trouvant à son sommet. Chaque étage correspond à un niveau constitué de poutres reliées entre-elles. A l’aide du joystick, le joueur déplace son personnage sur les poutres horizontales et le fait escalader les poutres verticales afin de rejoindre l’étage supérieur. Chaque étage est peuplé de créature qui tente de faire tomber le personnage du joueur. Pour leur échapper, le joueur peut simplement leur sauter par-dessus, ou sauter sur leur tête pour les immobiliser temporairement. Au fur et à mesure de son ascension, le joueur doit faire face à des créatures de plus en plus grandes et difficiles à assommer.